# Ris-Orangis
Ris-Orangis – miejscowość i gmina we Francji, w regionie Île-de-France, w departamencie Essonne. Przez miejscowość przepływa Sekwana.
Według danych na rok 1990 gminę zamieszkiwało 24 677 osób, a gęstość zaludnienia wynosiła 2833 osób/km² (wśród 1287 gmin regionu Île-de-France Ris-Orangis plasuje się na 111. miejscu pod względem liczby ludności, natomiast pod względem powierzchni na miejscu 440.).